# Józef Magnuszewski
Józef Magnuszewski (ur. 12 marca 1924 w Warszawie, zm. 19 grudnia 1994 tamże) –  profesor nauk humanistycznych, slawista kulturoznawca, historyk literatur czeskiej, słowackiej i łużyckiej, wykładowca Uniwersytetu Warszawskiego.

## Życiorys

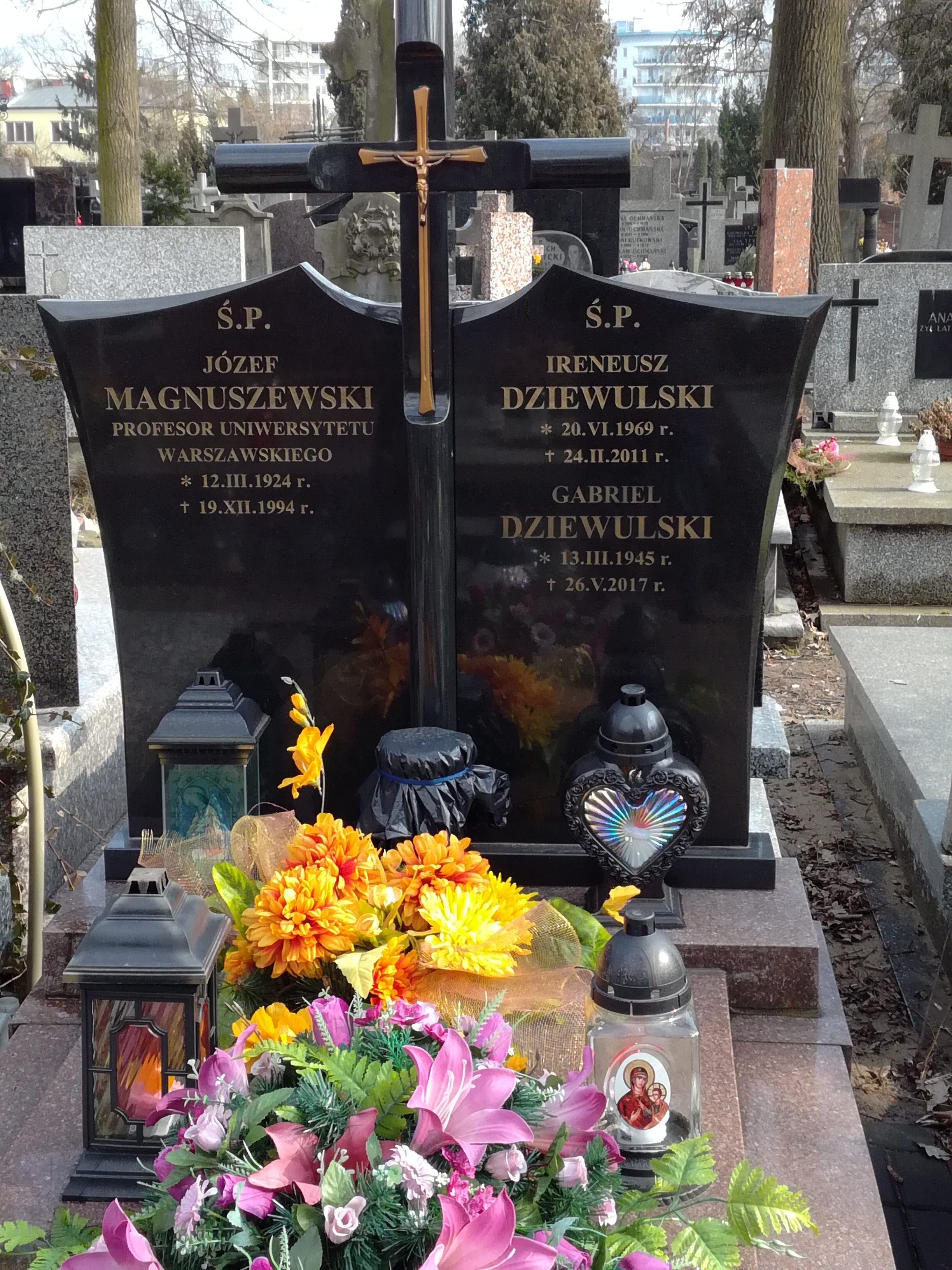
Grób prof. Józefa Magnuszewskiego na cmentarzu Bródnowskim

Studia polonistyczne rozpoczął na Wydziale Humanistycznym tajnego Uniwersytetu Ziem Zachodnich, działającym w Warszawie, a ukończył je na Uniwersytecie im. Adama Mickiewicza w Poznaniu. Po obronie pracy magisterskiej w 1947, podjął pracę w macierzystej uczelni. Początkowo był pracownikiem Katedry Historii Literatury Polskiej, a następnie Katedry Historii Literatur Zachodniosłowiańskich. W 1952 przeszedł na stanowisko adiunkta do Katedry Filologii Słowiańskiej Uniwersytetu Warszawskiego, gdzie zdobywał kolejne szczeble kariery uniwersyteckiej (w 1955 docenta, w 1960 profesora nadzwyczajnego, a w 1972 profesora zwyczajnego). 
Rozprawę doktorską Stosunki literackie polsko-czeskie w końcu XIX i na początku XX wieku obronił w 1949 (promotor: prof. Roman Pollak). W latach 1969–1978 kierował Instytutem Filologii Słowiańskiej UW. W latach 1962–1969 i 1991-1994 pełnił funkcję redaktora naczelnego Pamiętnika Słowiańskiego. Prowadził badania z zakresu relacji kulturowych polsko-czeskich, ale także słowacko-polskich i łużycko-polskich.
Pochowany na cmentarzu Bródnowskim w Warszawie (kwatera 15E, rz. 4, gr. 31).

## Odznaczenia
- Krzyż Kawalerski Orderu Odrodzenia Polski[2]
- Złoty Krzyż Zasługi[2]
- Medal 30-lecia Polski Ludowej[2]
- Order Cyryla i Metodego (Bułgaria)[2]
- Medal 100-lecia Wyzwolenia Bułgarii[2]

## Prace naukowe
- Stosunki literackie polsko-czeskie w końcu XIX i na początku XX wieku, Wrocław 1951.
- Ludowe pieśni, bajki i podania Łużyczan, (wybór i opracowanie), Warszawa 1965.
- Tropami folkloru i literatury, Warszawa 1983.
- Literatura polska w kręgu literatur słowiańskich, Wrocław 1993.

Ponadto Magnuszewski był autorem syntezy dziejów literatury czeskiej.